# KNM Odin
KNM Odin – norweski torpedowiec z okresu II wojny światowej (oficjalnie klasyfikowany jako niszczyciel), należący do typu Sleipner; czasem wyróżniany jako główny okręt osobnego typu Odin. Zdobyty podczas wojny, służył następnie w marynarce niemieckiej (Kriegsmarine) pod nazwą „Panther”. Po wojnie kontynuował służbę w marynarce norweskiej, przeklasyfikowany na fregatę, do końca lat 50. Nosił po wojnie numery taktyczne L03 i F302.
Walczył podczas kampanii norweskiej z niemieckim lotnictwem. W służbie niemieckiej używany był głównie do celów eskortowych i pomocniczych na Bałtyku.
Wyporność standardowa okrętu wynosiła 632 tony angielskie, a główne uzbrojenie stanowiły dwie armaty kalibru 102 mm i dwie wyrzutnie torpedowe kalibru 533 mm. Napęd stanowiły turbiny parowe, pozwalające na rozwinięcie prędkości 30 węzłów.

## Historia i skrócony opis
KNM „Odin” był pierwszym okrętem drugiej, poprawionej serii jednostek typu Sleipner, określanej jako podtyp Odin, a w części literatury jako odrębny typ o tej nazwie. Okręty te były klasyfikowane oryginalnie jako niszczyciele i były najnowszymi okrętami tej klasy marynarki norweskiej w chwili wybuchu wojny, lecz faktycznie odpowiadały wielkością i charakterystykami torpedowcom i tak powszechnie są określane w literaturze. Przyczyną powstania zmodyfikowanego podtypu Odin była chęć poprawy własności morskich i stateczności w stosunku do pierwotnego projektu, na skutek czego w celu odciążenia jednostek zredukowano uzbrojenie z trzech do dwóch dział, a przy tym wydłużono kadłub o 2 metry, co pociągnęło niewielki wzrost wyporności. Do budowy trzech okrętów poprawionego typu przystąpiono w bliżej nieznanej dacie w 1938 roku. Pierwszy z nich – „Odin” – budowano w Głównej Stoczni Marynarki w Horten pod numerem 125. Kadłub wodowano 17 stycznia 1939 roku. Okręt wszedł do służby 17 września 1939 roku. Jak większość okrętów tego typu otrzymał nazwę z mitologii nordyckiej, od boga Odyna.

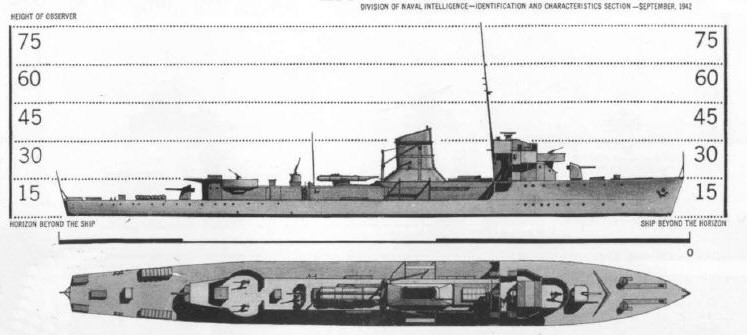
Sylwetka okrętów (z niemieckimi modyfikacjami uzbrojenia)

Okręty tego typu miały typową architekturę i rozmiary dla torpedowców tego okresu, z podniesionym pokładem dziobowym na niecałej 1/3 długości. Według większości publikacji uzbrojenie artyleryjskie okrętów podtypu Odin stanowiły dwie pojedyncze armaty morskie kalibru 102 mm Boforsa, umieszczone na pokładzie dziobowym i rufie w stanowiskach z maskami ochronnymi. Na fotografii okrętu z 1939 roku widoczne są jednak trzy działa artylerii głównej, jak w okrętach podstawowej wersji typu Sleipner. Uzbrojenie przeciwlotnicze okrętów tego typu obejmowało pojedyncze działko automatyczne 40 mm Boforsa i dwa wielkokalibrowe karabiny maszynowe 12,7 mm Colt, jednakże „Odin” zamiast działka 40 mm miał działko Oerlikon 20 mm. Uzbrojenie torpedowe stanowiła jedna dwururowa wyrzutnia torpedowa kalibru 533 mm na śródokręciu. Uzbrojenie przeciw okrętom podwodnym składało się z czterech zrzutni bomb głębinowych, a według niektórych źródeł, także dwóch miotaczy bomb głębinowych.
Wyporność standardowa okrętów podtypu Odin wynosiła 632 ts (tony angielskie) lub 642 tony metryczne, a pełna – 735 ts. Ich długość całkowita wynosiła 76,3 m, a długość między pionami 74 m. Szerokość kadłuba wynosiła 7,75 m, a zanurzenie sięgało od 2,1 do 2,97 m.
Napęd stanowiły dwa zespoły turbin parowych De Laval z przekładniami o mocy łącznej 12 500 KM, poruszające dwie śruby. Parę dla turbin dostarczały trzy kotły parowe typu Yarrow, o wysokim ciśnieniu 32 atmosfer. Prędkość projektowa wynosiła 30 węzłów. Zasięg pływania wynosił 3500 Mm przy prędkości 15 węzłów (według innych źródeł, 1500 Mm w tych warunkach).

## Służba

### W służbie norweskiej do 1940 roku
„Odin” wszedł do służby tuż po wybuchu II wojny światowej 17 września 1939 roku i początkowo brał udział w patrolowaniu norweskich wód terytorialnych, eskortowaniu statków stron walczących utrzymujących handel z Norwegią oraz w strzeżeniu neutralności. Między innymi, 2 października 1939 roku eskortował na wodach norweskich między Lillesandem a Egersundem polskie statki „Robur IV”, „Kromań”, „Wilno”, „Chorzów” i „Narocz” przedzierające się z Göteborga do Wielkiej Brytanii. W 1940 roku wraz z „Gyllerem” tworzył 3 Dywizjon Niszczycieli w 1. Dystrykcie Morskim. 27 marca „Odin” doprowadził niemiecki okręt podwodny U-21, który znalazł się na norweskich wodach terytorialnych, do bazy Marvika w celu internowania. 8 kwietnia 1940 roku „Odin” i „Gyller” ratowały rozbitków z niemieckiego transportowca wojska „Rio de Janeiro” zatopionego przez polski okręt podwodny ORP „Orzeł”. Między innymi, „Odin” przetransportował 17 rannych i 18 ciał do Kristiansandu.
W chwili niemieckiego ataku rano 9 kwietnia 1940 roku „Odin” był w bazie morskiej w Marvika koło Kristiansandu. Pomimo krótkotrwałego oporu stawianego przez baterię nadbrzeżną na wyspie Odderøya, niemiecki zespół IV z krążownikiem „Karlsruhe” i dwoma torpedowcami „Luchs” i „Seeadler” zajął tego dnia za trzecim podejściem Kristiansand, wykorzystując zamieszanie spowodowane oczekiwaniem na siły brytyjskie i błędną identyfikacją bander okrętów. „Odin” wraz z „Gyllerem” ostrzeliwały niemieckie bombowce Heinkel He 111 z I./KG26, bombardujące i ostrzeliwujące Odderøya z broni maszynowej, czego skutkiem było zestrzelenie jednego samolotu (prawdopodobnie przez „Odina”) i niewielkie uszkodzenia kilku innych. Norweskie okręty nie podjęły jednak działań przeciw siłom niemieckim z powodu braku wyraźnych rozkazów i zamieszania w dowództwie, połączonego z niejasną przynależnością państwową wchodzących okrętów. Po zajęciu Kristiansandu, przez kolejne dwa dni okręty norweskie pozostawały w bazie Marvika pod swoimi banderami, po czym 11 kwietnia nieuszkodzony „Odin” został zajęty tam przez Niemców (wraz z „Gyllerem” i okrętami podwodnymi B-2 i B-5). Dowódca okrętu kapitan marynarki Gundvalsen po wojnie został, wraz z innymi oficerami, skrytykowany w raporcie z 1946 roku o działaniach pod Kristiansandem, za pasywność i poddanie nieuszkodzonego okrętu.

### W służbie niemieckiej
Okręt został wcielony już 23 kwietnia 1940 roku do niemieckiej służby jako „Panther” (pol. pantera). Wraz z trzema innymi zagarniętymi okrętami tego typu utworzył 7 Flotyllę Torpedowców i był używany do grudnia 1940 roku do zadań eskortowych w Skagerraku i Kattegacie. Zamontowano na nim działko przeciwlotnicze 20 mm na nadbudówce na rufie. Okręty przystosowano także do stawiania 24 min. 1 stycznia 1942 roku torpedowce tego typu wycofano do zadań pomocniczych, jako poławiacze torped ćwiczebnych 27. Flotylli Okrętów Podwodnych w Gdyni.
W latach 1941–1942 zmodyfikowano uzbrojenie okrętu, usuwając dziobowe działo nr 1 i podwójną wyrzutnię torped oraz dodając dwa pojedyncze działka przeciwlotnicze 20 mm na pokładzie dziobowym i na platformie przed mostkiem, przez co ich liczba wzrosła w przypadku „Odina” do czterech. Według innych źródeł jednak, od początku 1941 roku uzbrojenie zmieniono na jedno niemieckie działo 105 mm o długości lufy L/45, jedno działko plot. 37 mm i cztery działka plot. 20 mm, bez wyrzutni torped i min. Załoga w niemieckiej służbie wynosiła 86–88 osób.
Okręty tego typu służyły na Bałtyku do maja 1945 roku, uczestnicząc pod koniec wojny w ewakuacji niemieckiej ludności na zachód. W chwili zakończenia wojny w maju 1945 roku „Panther” znajdował się w Holmestrandzie, po czym w tym miesiącu został zwrócony Norwegii.

### W służbie norweskiej powojennej
19 września 1946 roku „Odin” otrzymał znak taktyczny L03. W 1951 roku razem z pozostałymi czterema okrętami tego typu został przeklasyfikowany na fregatę, otrzymując NATO-wski znak taktyczny F302. W 1954 roku został zmodernizowany do nowej roli. Okręt został przezbrojony w trzy armaty kalibru 76 mm, 2 działka plot. 40 mm, 2 karabiny maszynowe 12,7 mm i 4 miotacze bomb głębinowych, bez uzbrojenia torpedowego. Artyleria główna była uniwersalna. Załoga okrętów uległa zwiększeniu do 104 osób. Okręty nie były już jednak intensywnie używane z uwagi na zużycie mechanizmów. „Odin” wycofany został wraz z pozostałymi w 1959 roku, po czym złomowany.